# Pedicia rivosa
Pedicia rivosa (лат.) — вид двукрылых семейства Pediciidae.

## Описание
Рыжевато-коричневые комары длиной тела от 26 до 31 мм. По бокам переднеспинки идёт коричневая продольная полоса. Крылья прозрачные, с рисунком из тёмных полос в виде треугольника. Длина крыльев от 22 до 25 мм. У самок подвида Pedicia rivosa mannheimsi крылья узкие и укороченные. Жужжальца беловато-желтоватой окраски. Брюшко имеет рыжевато-коричневый цвет, по тергиты по средней линии с серой полосой, по бока — беловато-серые.

## Биология
Обитает на осоковых лесных болотах и вблизи горных родников в альпийском поясе гор. Комары летают с конца мая до октября. Личинки — хищники, потребляют личинок насекомых и червей. В год развивается одно поколение.

## Классификация
В составе рода выделяют два подвида: номинативный Pedicia rivosa rivosa (Linnaeus, 1758) и Pedicia rivosa mannheimsi Lindner, 1966 (встречается только в Германии и Франции).

## Распространение
Встречается в Европе, кроме крайнего юга.